# Der schweigende Stern
Der schweigende Stern (Westdeutscher Titel: Raumschiff Venus antwortet nicht) ist der erste Science-Fiction-Film des DEFA-Studios für Spielfilme (Gruppe „Roter Kreis“) aus dem Jahr 1960, der in Co-Produktion zwischen der DDR und Polen entstand. Gleichzeitig war es der erste polnische Science-Fiction-Film.
Der Spielfilm kam am 26. Februar 1960 in die Kinos der DDR. In die Lichtspielhäuser der Bundesrepublik Deutschland kam der Film am 9. September 1960 im Verleih der Constantin Film unter dem Titel Raumschiff Venus antwortet nicht. Heute ist der Film wieder unter dem Originaltitel erhältlich.

## Handlung
Im Jahr 1970 finden Wissenschaftler in der Wüste Gobi eine fremdartige Spule mit einer verschlüsselten Botschaft. Während an der Entschlüsselung der Nachricht gearbeitet wird, bringen Wissenschaftler den Fund mit dem Tunguska-Ereignis von 1908 in Verbindung. Dabei stellt man fest, dass der vermeintliche Asteroidenabsturz in Sibirien die Explosion eines Raumschiffs der Venus war. Wissenschaftler vermuten daher, dass die Datenspule vor dem Absturz von der Besatzung des Raumschiffs abgeworfen wurde, um sie zu retten. Die Nachricht auf der Datenspule kann zunächst nur in Teilen entschlüsselt werden. Sie enthält unter anderem eine Aufzählung der auf der Erde befindlichen chemischen Elemente.
Nachdem alle Versuche, mit der Venus bzw. deren Bewohnern Kontakt aufzunehmen, gescheitert sind, wird beschlossen, eine Expedition zur Venus zu senden. Die acht Mitglieder der Mannschaft sind unterschiedlicher Nationalität. Zu ihr zählen die japanische Ärztin Dr. Sumiko Ogimura, der deutsche Pilot Brinkmann, der sowjetische Kosmonaut Arsenjew, ein afrikanischer Techniker namens Talua und der US-amerikanische Atomphysiker Hawling. Ebenfalls zur Besatzung gehören der indische Mathematiker Sikarna und der chinesische Linguist Tschen Yü sowie der polnische Chefingenieur Soltyk. Die Besatzung startet mit dem Raumschiff Kosmokrator zur Venus.
Während des Fluges kann die Nachricht vollständig entschlüsselt werden. Sie sagt aus, dass die Venusbewohner einen Angriff auf die Erde vorbereiten. Dennoch entschließt sich die Besatzung zum Weiterflug, denn da der Angriff bisher nicht stattgefunden hat, besteht vielleicht noch eine Chance zur friedlichen Kontaktaufnahme.
Nach der Landung stellt sich heraus, dass auf der Venus eine erhöhte Radioaktivität messbar ist. Die Expedition findet auf dem Planeten technische Anlagen und Maschinen, deren Funktion zunächst nicht geklärt werden kann, sowie einige unbekannte Pflanzensamen, jedoch keine lebenden Wesen. Die Menschen folgen einer Energieleitung bis zu einer verlassenen Stadt und finden dort ein Gebäude, das offenbar eine Art Kommandozentrale war. Aus Unachtsamkeit setzen sie dort einen Mechanismus in Gang, der eine Strahlenkanone zum Beschuss der Erde aktiviert.
Die Menschen finden heraus, dass die Venuszivilisation während der Vorbereitungen zum Überfall der Erde in einer nuklearen Katastrophe ausgelöscht wurde, wobei ungeklärt bleibt, ob ein Krieg oder ein nuklearer Unfall die Ursache gewesen ist.
Gerade rechtzeitig gelingt es, den Mechanismus anzuhalten. Drei Besatzungsmitglieder verlieren dabei ihr Leben, die übrigen werden mit dem Kosmokrator ins All geschleudert und können zur Erde zurückkehren.

## Produktion

### Science Fiction vor dem Hintergrund des Kalten Krieges
Der nach Stanisław Lems erstem Roman von 1951 „Die Astronauten“ (bzw. „Der Planet des Todes“) in Totalvision gedrehte Farbfilm mit 4-Kanal-Magnetton wurde genau zu jener Zeit produziert, als der erste künstliche Flugkörper im Rahmen der sowjetischen Lunik-Mission gezielt auf der Mondoberfläche aufschlug.
Hauptthema des Films ist die Warnung vor einer nuklearen Katastrophe – angesichts des Kalten Krieges und der Atombombentests in den USA und der Sowjetunion in den 1950er Jahren eine damals wahrscheinliche Gefahr. Dargestellt wird es im Film am Beispiel der Bewohner des Planeten Venus, die die Erdbevölkerung mit „Nuklearstrahlen“ ausrotten wollten, stattdessen aber durch ihre eigenen Waffen umkamen. Zudem wird im Film an mehreren Stellen auf den Atombombenabwurf auf Hiroshima Bezug genommen: Sumiko Ogimura erlebte als elfjähriges Mädchen den Bombenabwurf mit und würde deshalb nur missgebildete Kinder zur Welt bringen können, Hawling arbeitete am Manhattan-Projekt mit.
Stanisław Lem äußerte sich kritisch zur propagandistischen, vereinfachenden Filmfassung seines Romans.

### Produktionsnotizen
Produziert wurde der Film in Studios in Babelsberg und in Breslau, Außenaufnahmen entstanden im polnischen Zakopane sowie auf dem Gelände des Flugplatzes Berlin-Johannisthal. Das dort aufgebaute Modell des Kosmokrators veranlasste eine Westberliner Tageszeitung, von einer vermeintlich echten Rakete zu berichten, der ersten in der Sowjetzone gebauten, was sich aber schon wenige Tage später als Falschmeldung erwies.
Der Film kostete etwa 5.750.000 Mark der DDR; der DEFA-Anteil belief sich auf 80 % oder 4,6 Millionen DDR-Mark.
Es war der letzte Film, den Ruth Maria Kubitschek mit der DEFA drehte; noch vor dem Erscheinen im Jahr 1960 verließ sie die DDR. Der Darsteller des afrikanischen Raumfahrers, Julius Ongewe, wurde von der Straße weg gecastet und dann – mit starkem Akzent – nachsynchronisiert, da er Leipziger war und Sächsisch sprach
.

### Vertrieb
Unter dem Titel First Spaceship on Venus gelangte eine auf 82 Minuten gekürzte Version in die USA und nach Großbritannien. Diese Version bekam eine neue Filmmusik von Gordon Zahler. In dieser Version wurde aus dem Leiter der Mission, dem Russen Arsenjew, der Amerikaner Heddingway, und aus dem Polen Soltyk der Franzose Durand. Der ursprüngliche Amerikaner im Film, Hawling, der sich dieser internationalen Mannschaft anschloss, wurde zu einem Professor Orloff. Alle auf Hiroshima verweisenden Dialoge wurden entfernt. Der amerikanische Verleih des Films, Crown International Pictures, entfernte auch den Hinweis auf das Filmmaterial von Agfacolor und gab an, der Film sei im Format „Totalvision in Technicolor“ gedreht worden.

## Kritiken
„Der in Co-Produktion zwischen der DDR und Polen entstandene Science-Fiction-Film kleidet seine warnende politische Botschaft in ein utopisches Gewand. Ein ehrgeiziges Projekt der frühen DEFA, die hier mit Geschick und Improvisationskunst die aufwendigen ‚westlichen‘ Kinofilme zu kopieren versuchte.“

„Fans und Kritik lobten international die Spezialeffekte und die Bauten (vor allem das Raumschiffinnere).“

„... Dieser Film zeigt, wie die ostzonale Defa gemeinsam mit einer polnischen Gesellschaft sich den Vorstoß in den Weltenraum vorstellt, um eine Gefahr, die der Erde von der Venus droht, abzuwenden. Und das ist eben nicht doll. Das Ganze ist überdies in die Soße östlicher Völkerverständigungspropaganda getaucht.“

## Nachwirkung
Der schweigende Stern gehört mit über 4,37 Millionen Besuchern zu den 50 erfolgreichsten DEFA-Filmen.
Eine kurze Sequenz aus dem Film ist 1980 als Film im Film in der US-amerikanischen Low-Budget-Science-Fiction-Parodie Galaxina genutzt worden.

## Auszeichnungen
- 1964: Goldenes Raumschiff beim Filmfest von Triest.